# صبري البنا
صبري خليل البنا (16 مايو 1937 - 16 أغسطس 2002)، وشهرته أبو نضال، مؤسس المجلس الثوري في حركة فتح، جماعة مسلحة فلسطينية منشقة، عرفت أيضًا باسم منظمة أبي نضال (ANO). وإبان فترة السبعينات والثمانينات من القرن العشرين، كان البنا في أوج قوته، وحينها عرف على نحو واسع بكونه أقسى قادة فلسطين السياسيين وأشدهم وحشية. وفي مقابلة نادرة أجراها عام 1985، صرح لمجلة دير شبيجل: «أنا روح الشر التي تتحرك في ظلمات الليل مسببة.. للكوابيس».
شكّل أبو نضال منظمته في عام 1974 عقب انفصاله عن حركة فتح التي كان يتزعمها ياسر عرفات في إطار مهام منظمة التحرير الفلسطينية (PLO)، وذلك لتبنيه موقف الرفض لهذه الحركة. وبسبب عمل البنا كجندي مرتزق حر يعمل لحسابه الخاص، اعتبرته وزارة خارجية الولايات المتحدة مسؤولًا عن هجمات وقعت فيما لا يقل عن عشرين دولة مختلفة، مما أسفر عن مقتل وإصابة ما لا يقل عن 900 شخص. وتعد التفجيرات المتزامنة بمطار روما وفيينا في السابع والعشرين من ديسمبر عام 1985، من أشهر عمليات منظمة ابو نضال، وفيها أطلق مسلحون النار على عدادات تذاكر شركة العال في الموقعين كليهما، مما أدى إلى مقتل ثمانية عشر شخصًا وإصابة مئة وعشرين آخرين. ووصف باتريك سيل، كاتب سيرة أبو نضال، هذه الهجمات بأنها «تميزت بالقسوة العشوائية كنموذج لعمليات أبو نضال» وقدمت بعض التقارير التي تصف عمليات التطهير التي نفذها البنا والمقربين له، مزيدًا من الأدلة والاستنتاجات التي تدور حول طبيعة شخصيته ونوعية منظمته.
توفي البنا إثر إصابته بعدد من الطلقات النارية تراوحت بين واحدة إلى أربع وذلك في بغداد في أغسطس 2002. وافترضت مصادر فلسطينية أنه قُتل بناءً على أوامر صدام حسين، ولكن الحكومة العراقية أصرِت على أنه انتحر. وكتبت صحيفة الغارديان بشأن خبر وفاته: «أنه المواطن الذي تحول إلى مختل عقليًا، خدم نفسه فقط، وأن دوافعه الشخصية الملتوية هي التي أودت به إلى هذه الجريمة الشنعاء، وهو العميل المأجور صاحب السلطة العليا».

## حياته ونشأته

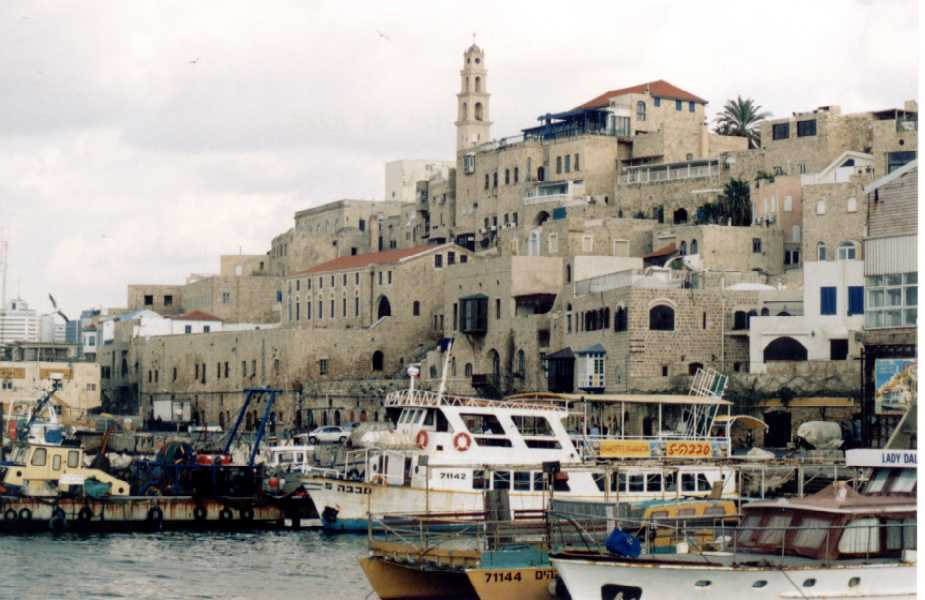
ولد أبو نضال في يافا، ونشأ في منزل صخري بالقرب من الشاطئ.

ولد أبو نضال في مايو 1937، في مدينة يافا على ساحل البحر الأبيض المتوسط في فلسطين، ووالده الحاج خليل البنا الذي كان تاجرًا ثريًا ومالكا لـ 6000 فدان من بساتين البرتقال بين يافا والمجدل، ووالدته سورية من الطائفة العلوية، وقد أصبح منزل العائلة المكون ثلاثة طوابق والقريب من شاطئ البحر مقراً لمحكمة عسكرية إسرائيلية بعد احتلال المدينة عام 1948.
ووفقًا لما ذكره أخو البنا، محمد خليل، كان أباهما أغنى رجل في فلسطين، وذلك بامتلاكه عدة بساتين في المجدل، ويبنا وأبوكبير بالقرب من بلدة تيراه. وفي كل عام كان الأب يشرف على تعبئة محاصيله في صناديق خشبية لشحنها إلى أوروبا على خط الشحن الممتد من يافا إلى ليفربول. وذكر محمد للصحافي يوسي ميلمان أن:
والده سوّق عشرة في المئة من مجموع الموالح التي صدرتها فلسطين إلى أوروبا وبصفة خاصة إلى إنجلترا وألمانيا. وكان يمتلك مصيفًا في مرسيليا، وفرنسا، ومنزلًا آخر في إسكندرون، وبعد ذلك اشترى واحدًا في تركيا، والعديد في فلسطين نفسها. وذكر له أنهم قضوا الوقت معظمه في يافا. تكون منزلهم من حوالي عشرين غرفة، وعندما كانوا أطفالًا توفرت لهم إمكانية الغطس في البحر الأبيض المتوسط. وأضاف أن والده كان يمتلك عدد من إسطبلات الخيول العربية، كما اشتمل منزلهم في عسقلان على حمام سباحة كبير. ويظن محمد أن أسرته كانت الوحيدة من بين الأسر الفلسطينية كلها، التي امتلكت حمام سباحة خاص بها في ذلك الوقت.
وكانت ثروة خليل الطائلة تشير إلى إمكانية تحمله تكاليف الزواج من عدة. واستنادًا إلى ما ذكره أبو نضال في مقابلة نادرة أجراها مع دير شبيجل في عام 1985، تزوج والده من 13 سيدة، في فيلا نائية بالقرب من طرابلس (لبنان)، ونتج عن هذه الزيجات 17 ولدًا، و 8 فتيات. كانت والدة أبو نضال الزوجة الثامنة وذلك وفقًا لما ذكره ميلمان. كانت إحدى خادمات العائلة، وقد تزوجها خليل وهي في السادسة عشرة من عمرها، دون موافقة عائلته. وأنجبت صبري، الولد الثاني عشر. وتشير بعض المصادر إلى تعرضه إلى التهميش من قبل إخوانه غير الأشقاء لرفض العائلة لذلك الزواج.

### حرب فلسطين 1948

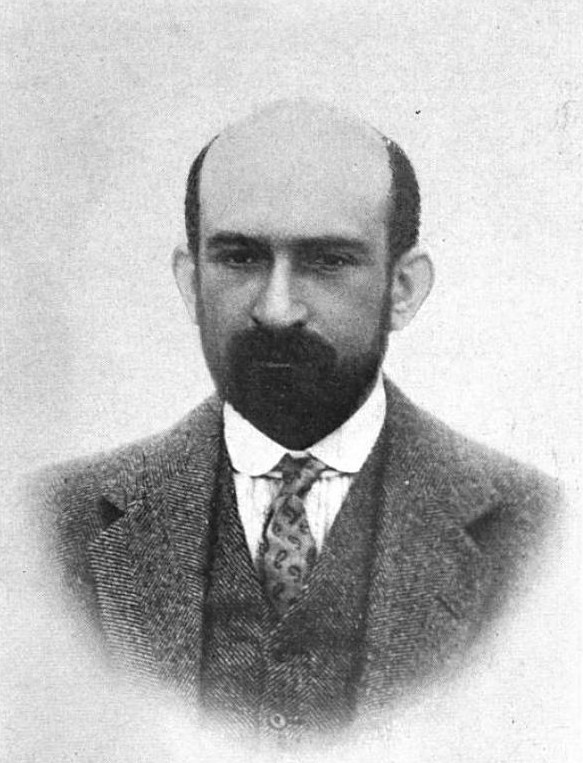
كانت عائلة أبي نضال على علاقة طيبة بالمجتمع اليهودي واعتادت زيارة حاييم وايزمان (بالصورة)، الذي انتخب فيما بعد أول رئيس لدولة إسرائيل، في بيته برحوفوت.

في يوم 29 نوفمبر 1947 اعتزمت الأمم المتحدة تقسيم فلسطين إلى دولتين، واحدة يهودية، وأخرى عربية. وعلى الفور اندلع القتال بين الفلسطينيين والميليشيات اليهودية، وباتت يافا تحت الحصار، وأصبحت الحياة لا تحتمل. وذكر ميلمان أن تعطيل تصدير الموالح أدى إلى ضرب اقتصاد العائلة. وكانت السيارات المفخخة تنفجر في وسط المدينة مما أدى إلى حدوث نقص في المواد الغذائية. كانت عائلة البنا على علاقة طيبة مع المجتمع اليهودي. وقال محمد لميلمان: «كان أبي صديق مقرب إلى إفراهام شابيرا، أحد مؤسسي منظمة الدفاع عن الذات اليهودية، هشومير. وكان شابيرا يزور أبي في بيته بيافا على حصانه. وأتذكر أيضًا كيف تمكنا من زيارة الدكتور وايزمان الذي أصبح رئيس دولة إسرائيل فيما بعد في بيته في رحوفوت،» ولكن الحرب أدت إلى تباعد العلاقات"".
وفي نيسان 1948 وقبل أن تغزو القوات الإسرائيلية يافا، قررت الأسرة الفرار إلى منزلهم قرب المجدل. وقالت والدة البنا «سنعود في غضون بضعة أيام»، ولكن الميليشيات الإسرائيلية وصلت أيضًا إلى مجدل، وكان لزامًا عليهم الفرار. وفي هذه المرة ذهبت الأسرة إلى مخيم البريج للاجئين في قطاع غزة، تحت إشراف القيادة المصرية. وفي ذلك المخيم، قضت العائلة تسعة أشهر في الخيام، معتمدين على الأونروا لسد حاجتهم الأسبوعية من النفط، وكانوا يعتمدون أيضًا على الأرز والبطاطا. كانت لهذه التجربة بالغ الأثر في شخصية أبي نضال. فقد اعتاد على الحياة المُترفة ووجود الخادمين، ولكنه أصبح يعيش في فقر مدقع.
ساهمت المهارة التي اكتسبتها العائلة في مجال التجارة، والمبلغ المالي الصغير الذي تمكنت من أخذه معها في مساعدتهم على البدء في العمل كتجار مرة أخرى. وفقدت العائلة بساتين البرتقال التي كانت تمتلكها، حتى أصبحت جزءًا من دولة إسرائيل الجديدة التي أعلنت استقلالها. وفي الرابع عشر من مايو 1948، قررت العائلة التوجه إلى نابلس في الضفة الغربية، وأصبحوا تحت حكم دولة الأردن، وأمضى أبو نضال مرحلة المراهقة هناك، وأتم تعليمه الأساسي وتخرج في المدرسة الثانوية في 1955.
كتب ميلمان أن أبا نضال أحب القراءة وبخاصة قراءة القصص العلمية، وكان مجتهدًا ولكنه لم يكن متميزًا. تلقى تعليمه الأساسي، وظل خط يديه مصدرًا للخجل بقية حياته. قدم طلبًا لدراسة الهندسة في جامعة القاهرة، ولكنه عاد إلى نابلس بعد عامين دون الحصول على درجة علمية، غير أنه ذكر فيما بعد أنه حصل عليها كمحاولة منه لتجميل ماضيه.
يقول باتريك سيل أن أبو نضال، انضم إلى حزب البعث العربي الاشتراكي عندما بلغ الثامنة عشر، وكان يقود الحزب المفكر عبد الله الريماوي، ولكن الملك حسين حل هذا الحزب بعد انقلاب حركة الضباط الأحرار الأردنيين عام 1957 بقيادة علي أبو نوار. ثم انتقل البنا إلى المملكة العربية السعودية، حيث عمل في عام 1960 نقاش وكهربائي في الرياض وذلك وفقًا لما ذكره سيل أو في جدة استنادًا إلى ما ذكره ميلمان. وبعد ذلك عمل بالأجر في شركة أرامكو وظلّ بالقرب من والدته، وكان يذهب من السعودية إلى نابلس كل عام لزيارتها. وأثناء إحدى الزيارات، التقى بزوجته المستقبلية، هيام البيطار، وكانت عائلتها هي الأخرى قد فرّت من يافا. وأنجبا ولدًا وهو نضال، وابنتين، بيسان ونيفاء. وفي الثمانينيات كان يتفاخر بأن ابنته بيسان لا تعرف أن أباها هو أبو نضال.

### الشخصية ومظهرها
كتب سيل أن أبا نضال شخصية يصعب وصفها. كان في أغلى الأحيان في حالة صحية سيئة ومزرية، وكان يرتدي سترة وبعض السراويل القديمة. وفي سنواته الأخيرة، كان يلتهم الويسكي كل ليلة، ويبدو أنه فضل أن يكون بمفرده، فقد عاش مثل الخلد، وحيدًا منعزلا. أصبح بارعًا في التنكر والخدع والحيل والتكتم وكان شديد الاهتمام بكل ما يخص السلطة. ووجده الذين عرفوه قادرًا على العمل الجاد والتفكير الواعي، وإلهام مزيج من التفاني والخوف في نفوس أتباعه. وتعرف عليه النائب الأخير لمجلس فتح وهو أبو إياد، في أواخر الستينيات، وأخذ أبا نضال تحت قيادته على نحو ما، ودفع أبو إياد حياته في مقابل علاقته بأبي نضال. وأضاف أنه انجذب إليه لكونه رجلًا مفعم بالحيوية والحماس ولكنه كان يبدو خجولا عندما التقى به، ولم يكتشف صفاته الأخرى إلا بعد معرفته جيدًا. وذكر أن أبا نضال كان صديقا طيبا، ولكن كان لسانه حاد، وكان يميل إلى الانعزال عن معظم البشر باعتبارهم جواسيس وخونة. وكان أبو إياد يفضل ذلك. واكتشف فيما بعد أنه طموح للغاية، ربما لدرجة تفوق القدرات التي يمتلكها، وكان أيضًا شديد الانفعال، وهيمنت فكرة الشك فيمن حوله والانعزال عنهم عليه حتى وصل لحالة فقدان كافة قوى تفكيره.
ويظن سيل أن الطفولة التعيسة التي عاشها أبو نضال، هي سبب شخصيته المعقدة، وتبرر أيضًا وصف أبو أياد له بأنه شخصية يصعب فهمها، وكذلك وصف جراح القلب الفلسطيني، عصام السرطاوي لأبي نضال بأنه شخصية سيكوباتية. فقد خلق ازدراء أخوته غير الأشقاء، فقدان والده، وطرد أمه من منزل العائلة عندما كان في السابعة من عمره، ثم ضياع بيته ووضعه الاجتماعي في إطار النزاع مع إسرائيل، عالمًا مليئًا بالمؤامرات ومضادتها في ذهنه، ثم انعكس كل ذلك في قيادته المستبدة للمنظمة، فكان لا يثق في أحد قط، وفي بعض الأحيان كان يشك أن زوجته تعمل لصالح وكالة المخابرات المركزية. وكان جليًا أنه كبر وهو يحتقر النساء، وأجبر زوجته على العيش بمنأى عن صديقاتها، ومنع أعضاء المنظمة من التحدث إلى زوجاتهم عن أعمالهم وأمرهم بمنع النساء من تكوين صداقات مع بعضهن.

## حياته السياسية

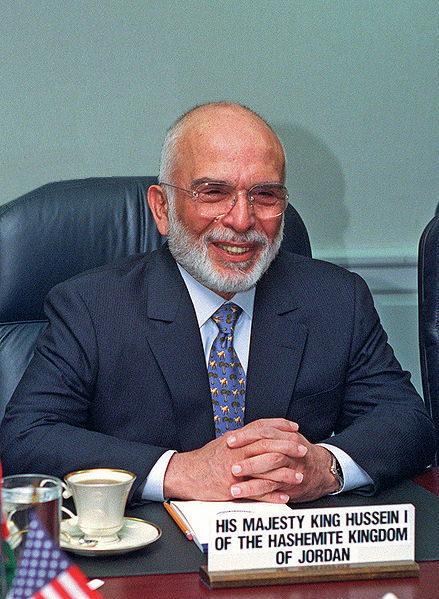
عندما وضع الملك حسين نهاية لمنظمة التحرير الفلسطينية أثناء أيلول الأسود، كان أبو نضال في العراق، فأدى ذلك إلى إثارة الشكوك حول، اهتمامه، بمصلحته الخاصة والحفاظ على روحه فقط.

وفي المملكة السعودية العربية، ساهم أبو نضال في تشكيل جماعة صغيرة من الشبان الفلسطينيين الذين أطلقوا على أنفسهم المنظمة الفلسطينية السرية. وجذب نشاطه السياسي وإدانته الصاخبة لإسرائيل انتباه شركة أرامكو، التي عينته فيما بعد، ثم الحكومة السعودية التي طردته باعتباره شخصية غير مرغوب تواجدها في المملكة. وعاد إلى نابلس مع زوجته وعائلته الصغيرة، وفي هذا الوقت، انضم إلى حركة فتح التي كان يتزعمها ياسر عرفات في إطار مهام منظمة التحرير الفلسطينية، ولكن التوقيت والظروف الدقيقة المحيطة بانضمامه ليست معروفة. وعمل أبو نضال كفني إصلاح حتى يونيو 1967، وتدخل في شؤون السياسة الفلسطينية ولكن دون وجود نشاط معين حتى فازت إسرائيل بحرب الستة أيام عام 1967، واستولت على هضبة الجولان والضفة الغربية، وقطاع غزة. وكان مشهد وصول الدبابات الإسرائيلية إلى نابلس، بعد إجباره على الهروب من يافا بسبب الحرب، وهروبه من المملكة العربية السعودية بسبب نشاطه، يمثل تجربة مؤلمة ومؤثرة بالنسبة له، وذلك وفقًا لما ذكره ميلمان. وتحول تورط أبي نضال السلبي في السياسية الفلسطينية إلى كراهية إسرائيل القاتلة له.
انتقل أبو نضال إلى عمان بالأردن، وأنشأ شركة تجارية سماها إمبكس، وبانضمامه إلى منظمة فتح السرية، طلب منه اختيار الاسم الحركي للمنظمة، فاختار «أبو نضال»، فمن المعتاد في العالم العربي أن الرجال يطلقوا على أنفسهم «أب» أو «أبو» متبوعًا باسم ولدهم الأول، واختار أيضًا هذا الاسم لأنه يعني «الأب الروحي للكفاح». ووصفه الذين عرفوه في هذا التوقيت، بأنه قائد شديد التنظيم وليس عدوانيا. وخلال المناوشات التي وقعت في الأردن بين الفدائيين الفلسطينيين وقوات الملك حسين، ظل هو بالداخل ولم يفارق مكتبه.
وسرعان ما أصبحت إمبكس واجهة لأنشطة حركة فتح، حيث كانت مكانا لاجتماع الأعضاء، وقناة لتمويل الحركة ودفع مبالغ لأعضائها. كما أصبحت العلامة المميزة في حياة أبي نضال المهنية. وجعلت الشركات التي كانت تديرها منظمة أبو نضال منه رجلا ثريا وذلك من خلال الانخراط في صفقات تجارية مشروعة، في حين كانت تعمل كغطاء أو كساتر لعنفه السياسي وصفقات الأسلحة التي تجاوزت ملايين الدولارات، وأنشطة المرتزقة، والحماية الجمركية. وعندما تولى ياسر عرفات رئاسة منظمة التحرير الفلسطينية في بداية 1969، عينه ممثلا لحركة فتح في الخرطوم خلفا لسعيد السبع الذي ترك مكتب منظمة التحرير الفلسطينية في السودان في اواخر 1968، وفي بغداد للمنصب نفسه في يوليو 1970. وكان ذلك قبل شهرين من أيلول الأسود، عندما طرد جيش الملك حسين الفدائيين الفلسطينين من الأردن، مما أدى إلى موت ما بين 5000 إلى 7000 فردًا في عشرة أيام فقط. وأدى غياب أبي نضال من الأردن خلال هذه الفترة، التي أوشك الملك حسين فيها على اتخاذ إجراءات ضد الفلسطينيين إلى إثارة الشكوك داخل الحركة بأن أبا نضال مهتم بمصلحته الشخصية فقط وبإنقاذ حياته فقط.

### انتقاد منظمة التحرير الفلسطينية
وقبل إقصاء منظمة التحرير الفلسطينية عن الأردن، وخلال السنوات الثلاث التي تلت ذلك، انفصلت العديد من الفصائل الفلسطينية والعربية الأخرى عن المنظمة. وبدأت في شن الهجوم على أهداف إسرائيلية، وأهداف مدنية في الخارج، وشملت هذه الفصائل، جورج حبش؛ الجبهة الديمقراطية؛ جبهة التحرير العربية؛ الصاعقة؛ جبهة التحرير الفلسطيني، برئاسة أحمد جبريل في ذلك الوقت، والذي بدأ في إعداد الجبهة الراديكالية؛ وأيلول الأسود، الاسم الحركي لمجموعة فدائية متطرفة مقترنة بحركة فتح التي تزعمها عرفات.
وبعد فترة وجيزة من طرد الملك حسين للفلسطينيين، بدأ أبو نضال إذاعة انتقاده لمنظمة التحرير الفلسطينية على صوت فلسطين، ومحطة إذاعة منظمة التحرير الفلسطينية بالعراق، متهمًا إياها بالجبن لموافقتها على وقف إطلاق النار على جيش الملك حسين. وخلال المؤتمر الثالث لحركة فتح في دمشق 1971، ظهر أبو نضال كزعيمًا للتحالف اليساري ضد عرفات. وبالتحالف مع المفكر ناجي علوش ومع محمد داود عودة واحد من قادة يوتا الأكثر وحشية، والذي شارك في وقت لاحق في عملية 1972 والتي تم فيها خطف وقتل 11 رياضيًا إسرائيليًا في القرية الأوليميبية في ميونيخ نادى أبو نضال بالإطاحة بياسر عرفات باعتباره عدوًا للشعب الفلسطيني، رافعا شعار الثار لمقتل أبو علي إياد وطالب بتطبيق المزيد من الديمقراطية داخل حركة فتح، وطالب أيضًا بالانتقام العنيف من الملك حسين. وكتب سيل أن ذلك كان آخر مؤتمر لحركة فتح حضره أبو نضال، ولكنه تمكن من ترك بصمته.

### العملية الأولى والفصل من مجلس فتح

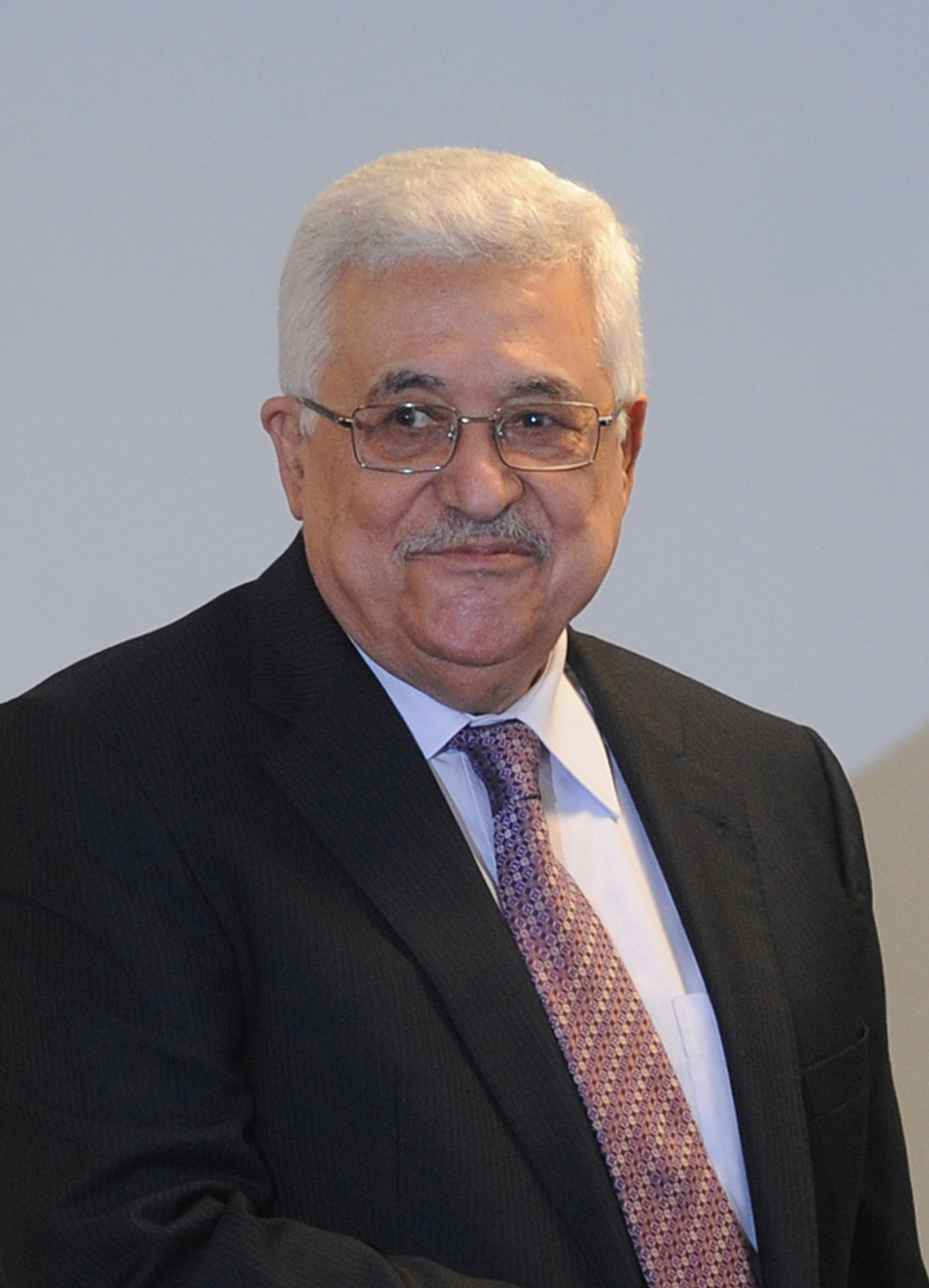
محمود عباس، الذي أصبح الآن رئيس السلطة الوطنية الفلسطينية، كان قد توجه إلى العراق لتوبيخ أبي نضال بسبب استهدافه السفارة السعودية. وذكر العراقيون أنهم طلبوا من أبي نضال تنفيذ ذلك.

وقعت العملية الأولى لأبي نضال في الخامس من سبتمبر 1973، عندما هجم خمسة مسلحون على السفارة السعودية في باريس، باسم آل عقاب، وأخذوا 11 رهينة، وهددوا بنسف المبنى إذا لم يفرج عن أبي داود من سجنه في الأردن، حيث قبض عليه في فبراير 1973، في محاولة لقتل المللك حسين. وبعد مفاوضات مطولة، غادر المسلحون وبعض الرهائن على متن طائرة الخطوط الجوية السورية إلى الكويت، ومن هناك هربوا إلى الرياض، وهددوا بإلقاء بعض الرهائن من الطائرة. واستمرت المفاوضات لمدة ثلاثة أيام، بمساعدة علي ياسين، ممثل منظمة التحرير الفلسطينية، وفي نهاية الأمر نجحت السعودية في إقناع المسلحين بأنها ليست لديها أيه سيطرة على السلطات الأردنية. واستسلم المسلحون وأطلقوا سراح الرهائن في 8 سبتمبر. وتم الإفراج عن أبي داود بعد مرور أسبوعين. وكتب سيل أن الحكومة الكويتية قد وافقت على دفع 12 مليون دولار للملك حسين للإفراج عن أبي داود.
واستنادًا إلى ما أورده سيل، فإن الهجوم على السفارة كان قد تم بتكليف من الرئيس العراقي أحمد حسن البكر. وفي ذلك اليوم، اجتمع 56 من رؤساء الدول في الجزائر لعقد المؤتمر الرابع لحركة عدم الانحياز. وذكر سيل أن البكر نفذ هذا الهجوم بسبب غيرته من الجزائر التي استضافت المؤتمر؛ ولذلك تم الترتيب لأخذ رهائن لها مناصب هامة في المجتمع، لإحداث نوعًا من الاضطراب والارتباك. واعترف واحد من محتجزي الرهائن في وقت لاحق أن الأوامر التي تلقاها كانت بالطيران بالرهائن ذهابًا وإيابًا حتى انتهاء مؤتمر عدم الانحياز.
| ” | كان محمود عباس يستشيط غضبًا لدرجة أنه ترك الاجتماع، وتلاه مندوبو منظمة التحرير الفلسطينية، ومنذ هذه اللحظة، اعتبرت المنظمة أبا نضال أحد المرتزقة.—باتريك سيل | “ |
|   | |   |

وعلى الرغم أن وسائل الإعلام ألقت باللوم على جماعة أيلول الأسود بشأن هذا الهجوم، وهي جبهة من جبهات فتح، كتب ميلمان أن أبا نضال قد نفذ هذه العملية دون الحصول على إذن من أبي إياد، نائب عرفات، الذي عمل كهمزة وصل بين فتح وأيلول الأسود. وبعيدًا عن إعطاء الضوء الأخضر لتنفيذ هذه العملية، توجه أبو إياد ومحمود عباس -الذي أصبح مؤخرًا رئيس السلطة الفلسطينية- إلى العراق للجدال مع أبي نضال بشأن هذه العملية التي ألحقت الضرر بالحركة، وشجب أبو إياد ما حدث ووصفه بأنه «مغامرة غير منطقية». ووفقًا لسيل، أوضحت الحكومة العراقية أن فكرة العملية كانت فكرتهم. وذكر أبو إياد إلى سيل أن مسؤولًا عراقيًا قال في اجتماع: «لماذا تهاجمون أبا نضال؟ فالعملية خاصة بنا! وطلبنا منه أن ينفذها لنا!». وكتب سيل أن عباس كان غاضبًا لدرجة أنه انسحب من الاجتماع، وتلاه مندوبو منظمة التحرير الفلسطينية، ومنذ ذلك الحين، اعتبرت المنظمة أبا نضال من المرتزقة. وبعد مرور شهرين، تحديًا بعد حرب يوم الغفران 1973، وأثناء المناقشات حول عقد مؤتمر السلام في جينيف، خطفت منظمة أبو نضال طائرة KLM، مستخدمة اسم منظمة الشباب القومي العربي. وكان الهدف من وراء هذه العملية، هو البعث بإشارة إلى حركة فتح بعدم إرسال ممثلين إلى أي مؤتمر للسلام. وردًا على ذلك، قام عرفات بفصل أبي نضال من حركة فتح في مارس 1974، وأصبح الخلاف بين الحركتين، وبين الشخصيتين، خلافًا تامًا.
وبعد ستة أشهر، حكمت حركة فتح بإعدام أبي نضال غيابيًا بسبب محاولته اغتيال محمود عباس. ومن غير المرجح أن أبا نضال كان ينوي اغتيال عباس، كما أن محاولة فتح قتل أبي نضال، أمرًا بعيد الاحتمال -فقد دعي أبو نضال إلى بيروت للبحث في عقوبة الإعدام، وقد حضر بالفعل، رافضًا أن يخضع لهذا الحكم وسمح له بالمغادرة- ولكن الهدف من هذا الحكم كان الإشارة إلى أن أبا نضال شخصًا غير مرغوب فيه، وكان الهدف من ذلك أيضًا دفعه إلى أحضان الحكومة العراقية. وأصبح أبو نضال «سيد فلسطين» في العراق، فأصبح تحت يديه معسكر تدريب، مزرعة، صحيفة، محطة راديو، جوازات سفر، منح للدراسة في الخارج، وأسلحة صينية بقيمة 5 مليون دولار أمريكي كان سعيد السبع قد طلبها من الرئيس تشو ان لاى خلال زيارته الصين الشعبية في اواخر عام 1971 بعد معارك جرش وعجلون، وأصبح أيضًا المسؤول عن تلقي المعونات العراقية التي تصرف بشكل منتظم لمنظمة التحرير الفلسطينية؛ وكانت قيمتها 50,000 دينار عراقي في الشهر، حوالي 150,000 دولار أمريكي في ذلك الحين، وأيضًا كان مسؤولًا عن تلقي مبلغ مقطوع من إجمالي 3,5 مليون دولار.
وفي بداية عام 1974 ترك سعيد السبع منظمة التحرير الفلسطينية بعد خلافات عميقة مع ياسر عرفات على خلفية استشهاد أبو علي إياد في الأردن إضافة للتوجه الجديد الذي بدأ يتبلور ببرنامج النقاط العشر، وتم توجه دعوة له لزيارة العراق من قبل صديقه القديم في حركة الضباط الأحرار الأردنيين شاهر أبو شحوت الذي عين مسوؤل الكفاح المسلح في القيادة القومية لحزب البعث العربي الاشتراكي، وهناك في منتصف الليل عند الساعة الرابعة فجرا اتصل به عامل المقسم في فندق فلسطين (بغداد) ليخبره بوجود شخص اسمه صبري البنا ويريد مقابلته، جاءه أبو نضال إلى الفندق عارضا عليه العمل ضد ياسر عرفات قائلا له أنت تعرف انني الابن المدلل لياسر عرفات وما خلافي معه الا بسبب مقتل ابن خالك في الأردن أبو علي إياد استمر الحوار حتى شروق الشمس، في تلك الفترة اقام أبو نضال معسكر لمنظمته واطلق عليه اسم معسكر الشهيد أبو علي إياد لم يقتنع سعيد السبع بطرح أبو نضال وغادر العراق من دون الاتفاق مع صبري البنا، بعد عامين من هذا اللقاء توجه الحاج نصر النصر شقيق أبو علي إياد إلى العراق فتم اغتياله على يد أبو نضال بظروف غامضة.

### طبيعة المنظمة
| ” | أنا أبو نضال – المسئول عن كافة أشكال المعاناة والمصائب العربية. | “ |
|   |                                                                 |   |

وبكل المقاييس، كانت منظمة «أبو نضال» مرآة عاكسة لهذه الشخصية المصابة بجنون العظمة، أكثر من تمثيلها لمجموعة مرتزقة على أتم الاستعداد للتصرف نيابة عمن لهم مصالح متباينة، وأكثر من كونها منظمة يحكمها مبدأ سياسي واحد. واستخدمت مجموعة متنوعة من الأسماء كغظاء لإجراء عمليات مختلفة:«حركة فتح-المجلس الثوري»؛ «حركة التحرير الوطني الفلسطيني»، «بلاك يونيو»، "أيلول الأسود"؛ «الكتائب العربية الثورية»؛ «المنظمة الثورية للمسلمين الاشتراكيين»؛ «الثورة المصرية»؛ «مصر الثائرة»؛ «العاصفة» وهو الاسم الذي تستخدمه حركة فتح؛ آل عقاب («العقوبة»)؛ و«منظمة الشباب القومي العربي». واختار أبو نضال «بلاك يونيو» اسمًا أساسيًا للمجموعة وذلك للتعبير عن استيائه من التدخل السوري في لبنان 1976، لمساندة المسيحيين، ولكنه غيره إلى«فتح-المجلس الثوري» عندما نقل القواعد من العراق إلى سوريا في عام 1998. والآن أصبح الاسم الأكثر شيوعًا للمنظمة هو «منظمة أبو نضال» أو «مجموعة أبو نضال».
وكان أبو نضال يستهدف استقطاب الطلاب الأذكياء والذين تميزوا بالنشاط، إلى المنظمة، وكان يفضل الشباب الصغار المقيمين بمخيمات اللاجئين والذين يريدون المضي قدمًا، وكان يعدهم بإعطائهم مبالغ مالية جيدة، وبمساعدتهم في التعليم وفي البحث عن عائلاتهم. وفي حالة الانضمام إلى منظمته، كان يستخدمهم في توجيه ضربة نيابة عن الأمة العربية، من خلال استرداد الأراضي الفلسطينية مرة أخرى عن طريق الكفاح المسلح. وكتب أسعد أبو خليل أنه بمجرد تجنيد هؤلاء، لا يسمح لهم بالمغادرة، وإذا فكروا في ذلك، عاشوا تحت ضغط شك مستمر باعتبارهم عملاء مزدوجين. وكانت الصحيفة الرسمية للمنظمة تنشر بانتظام قصص الإعلان عن إعدام الخونة داخل الحركة. وكان يعطى لكل مجند جديد عدة أيام لكتابة قصة حياته كاملة بخط اليد -بما في ذلك أسماء وعناوين أفراد العائلة، والأصدقاء، والمقربين- ومن ثم كان يتعين عليه التوقيع على ورقة قائلًا إنه يوافق على إعدامه إذا ما وجد أن أي من هذه المعلومات غير حقيقي. وفي كثير من الأحيان، كان يطلب من المجند إعادة كتابة القصة كاملة وكانت تؤخذ أية اختلافات كدليل أن هذا المجند كان جاسوسًا ويطلب منه كتابتها مرة أخرى، ويكون ذلك بعد أيام من تعرضه للضرب وقضاء ليال يجبر فيها على النوم واقفًا.
وفرضت المنظمة سيطرة تامة على أعضائها. فالمخدرات، والكحول، والقمار، ومعاشرة النساء، والصداقة، جميعها أشياء يتم التخلي عنها إلى أن تذكر المنظمة خلاف ذلك. وذكر «جورد» وهو أردني وأحد أعضاء المنظمة، الذي تحدث إلى باتريك أنهم تلقوا تعليمات كان نصها «إذا قلنا اشرب الكحول، افعل ذلك، وإذا قلنا تزوج، ابحث عن امرأة وتزوجها، وإذا قلنا لا تنجب يجب أن تطيعنا، وإذا قلنا اذهب واقتل الملك حسين، لابد أن تكون على استعداد للتضحية بنفسك».

### لجنة العدالة الثورية
وبحلول عام 1987، وجه أبو نضال قوة جنون العظمة الكاملة والتكتيكات الإرهابية إلى داخل المنظمة نفسها. وكانت «لجنة العدالة الثورية» تعرض الأعضاء للتعذيب بشكل روتيني حتى يعترفوا بالخيانة وعدم الولاء. وكانت هناك عدة عمليات تطهير شاملة. وقتل العشرات في سبعينيات القرن العشرين. وتم ترحيل أكثر من 40 شخصًا، بما فيهم النساء، وطلاب الجامعات من سوريا إلى لبنان حتى يتم قتلهم في مخيم البداوي للاجئين، وكان ذلك خلال الثمانينيات. وفي ليل من ليال شهر نوفمبر/ تشرين الثاني عام 1987، قتل 70 عضوًا وتم دفنهم في مقبرة جماعية. وأحضرت جرافة لحفر الخندق؛ وكانت أيدي الرجال مكبلة وراء ظهورهم، وتم إلقاؤهم في القبر، وإطلاق نيران الرشاشات عليهم، وكان لا يزال عدد منهم في قيد الحياة ويقاوم ما يحدث له. وبعد ذلك بفترة قصيرة، واجه 160 آخرون المصير نفسه في ليبيا.

#### أحكام الإعدام داخل منظمة أبي نضال
وفي عام واحد من 1987 إلى 1988، قتل حوالي 600، ومثل ذلك ما بين ثلث إلى نصف الأعضاء. وكان الرجال يعلقون عراة لعدة ساعات ويجلدون حتى يفقدوا وعيهم، ثم يفيقون عندما يلقى على جروحهم الملح أو مسحوق الفلفل الحار. وكان يربط السجين العاري في إطار سيارة وقدميه متروكتين وراءه، ثم يجلد، ويصاب، ويلقى الملح على جروحه. وكان البلاستيك المنصهر يسكب على جلد السجناء. ووفقًا للمجندين الذين تمكنوا من الهروب، كانت الأعضاء التناسلية للسجناء توضع في زيت مغلي وتقلى وهم معلقين. وبين الاستجوابات، يترك السجناء وحدهم في زنازين صغيرة، وأيديهم وأقدامهم مقيدة. وإذا امتلأت الزنازين، كان من الممكن أن يدفن السجين حيًا، وفي فمه أنبوب صلب يتنفس من خلاله. ويتم سكب الماء فيه في بعض الأحيان. وعندما يأمر أبو نضال بإعدام السجين، يتم إطلاق رصاصة أسفل الأنبوب، ثم تردم الحفرة.
الجناة
وفي خلال عام 1987-1988، قتل حوالي 600، ومثل ذلك ما بين ثلث إلى نصف الأعضاء. وألقى أبو نضال بزوجة العضو المخضرم، الحاج حسن أبو موسى، والتي كانت مسنة، طاعنه في السن، وقتلها بتهمة السحاق. وكانت عمليات القتل من اختصاص أربعة رجال: مصطفى إبراهيم صندوقة وهو عضو في لجنة العدالة؛ عصام مرقة، وهو نائب أبو نضال، الذي تزوج من ابنة أخت زوجته؛ سليمان سامين، والمعروف أيضًا باسم دكتور غسان العلي، السكرتير الأول لمنظمة «أبو نضال»؛ ومصطفى عوض، المعروف أيضًا باسم علاء، رئيس مديرية المخابرات. وذكر أبو داود، وهو عضو قديم في المنظمة، «أن معظم قرارات القتل، أخذها أبو نضال في منتصف الليل، بعد أن يكون قد نكس زجاجة الويسكي».

### لجنة البعثات الخاصة
وقع اختيار لجنة المهام الخاصة على أهداف أكثر إثارة لمنظمة أبو نضال. فبدأت هذه اللجنة بوصفها اللجنة العسكرية، التي رأسها ناجي أبو الفوارس، وهو متخصص في السيارات المفخخة، وفقد عينه وذراعه في حادثة وقعت له في 1973، وهو الذي قاد العملية التي استهدفت قتل هايز نيتل، رئيس رابطة الصداقة بين إسرائيل والنمسا، في فيينا مايو 1981. وفي عام 1982، غيرت اللجنة اسمها إلى لجنة البعثات الخاصة. وكان ذلك نسبة إلى الدكتور غسان العلي، الذي ولد في الضفة الغربية وتعلم في انجلترا، حيث حصل على البكالوريوس والماجستير في الكيمياء. وتزوج العلي من امرأة بريطانية وأنجب ولدين توأم. وتوفي أحد الولدين في نيسان 1990_ حيث وقع في حب فتاة ولكنها رفضته، فأطلق الرصاص عليها، ثم قتل نفسه. ولكن المنظمة ذكرت أنه استشهد.
وكانت اللجنة تنظم قائمة بالأهداف الممكنة، وكان أبو نضال والعلي يسيران وفقًا لهذه الأهداف. وأخبر أحد المنشقين عن المنظمة، باتريك سيل أن «دكتور غسان كان دائمًا يفضل العمليات الأكر تطرفًا وتهورًا. واعتاد أن يتحدث بإعجاب شديد عن جماعة الخمير الحمر، الجيش اليهودي الإيرلندي. فكانت هذه هي النماذج التي يقتدي بها. وكان يبغض أي شكل من أشكال الاعتدال أو التوسط».

### مديرية المخابرات
شكلت مديرية المخابرات في عام 1985، وكان بها أربع لجان فرعية: لجنة البعثات الخاصة، لجنة الاستخبارات الخارجية، لجنة مكافحة التجسس، ولجنة لبنان. وبقيادة عبد الرحمن عيسى، عضو المنظمة صاحب أطول مدة خدمة بها، أبقت المديرية ما بين 30 إلى 40 عضوًا في الخارج. فأعدوا الأسلحة للمجموعة وحافظوا على كيانها. وقاموا بتدريب أفرادها، وترتيب الأمور الخاصة بجوازات السفر والتأشيرات، واستعرضوا الترتيبات الأمنية في المطارات والموانئ. ولم يسمح للأعضاء بالمقابلات في منازل بعضهم، ولم يكن من المفترض أن يكتشف أحد خارج المديرية أن فلانًا عضو من أعضائها.
وكان عيسى مثل أبي نضال، صاحب عقلية تشغلها نظرية المؤامرة، فكان يرى أن العالم سلسلة من المؤامرات ومضادتها. وكان من عانين، التي تقع بالقرب من جنين، وكان لاجئًا يعتقد أن الوسيلة الوحيدة لإجبار إسرائيل على السماح له بالعودة إلى وطنه، هي الكفاح المسلح. وكتب سيل أنه كان قبيح الهيئة، كانت لحيته غير مهذبة وكان متهالكًا، ومع ذلك تمكن من أن يكون شخصية جذابة قادرة على إقناع من حولها. وتم إيقافه مرة في مطار جينيف وسئل عما إذا كان يريد أن يقول شيءًا، فذكر أنه يحمل 5 مليون دولار نقدًا، فوجد نفسه يعامل باحترام وطلبوا منه اختيار البنك الذي يفضل التعامل معه. تم تقليل رتبته في عام 1987، وذلك لأن أبا نضال ظن أنه أصبح مقربا بدرجة كبيرة من شخصيات أخرى داخل المنظمة. ومن منطلق حرص أبي نضال على معاقبة الأعضاء عن طريق إهانتهم وإذلالهم، أصر أن يبقى عيسى في مديرية المخابرات، فاضطره ذلك إلى العمل لحساب مرؤوسيه السابقين، الذين أمروا بمعاملته بازدراء، لدرجة أن الأعضاء الجدد رأوا أن ترقيتهم أمر غير سار بالنسبة لعيسى.

### عمليات المنظمة وعلاقتها

#### قضية شلومو أرجوف
لمزيد من المعلومات : انظر شلومو أرجوف وحرب لبنان 1982
وفي الثالث من يونيو/ حزيران 1982، راقب ثلاثة أعضاء في منظمة أبو نضال، وهم حسين غسان سعيد، نواف روسان، ومروان البنا، ابن عم صبري البنا، السفير الإسرائيلي في المملكة المتحدة، شلومو أرجوف، وبمجرد مغادرته فندق دور شيستر في بارك لين، في لندن، وجه سعيد رصاصة إلى رأس شلومو، ولكنه نجا من الموت، وقضى ثلاثة أشهر بعد ذلك الحادث في غيبوبة، ثم أصيب بإعاقة دائمة حتى وفاته في فبراير 2003.
وفي وقت لاحق، تم تشبيه هذا الاعتداء بحادث إطلاق النار على الأرشيدوق فرانز فرديناند في سراسيفوم عام 1914م. وكان رد فعل وزير الدفاع الإسرائيلي آن ذاك، ارييل شارون، تجاه الاعتداء على أرجوف، هو غزو لبنان، واصفًا ما حدث ب «الشرارة التي أشعلت الفتيل». وكان ذلك هو رد الفعل الذي قصده أبو نضال من هذا الحادث. وكانت الحكومة الإسرائيلية على علم بأن أبا نضال لا يستطيع التدخل في شؤون منظمة التحرير الفلسطينية والتأثير عليها، ولكن الإسرائيليون كانوا يبحثون عن ذريعة أو التماس للغزو، وكان أبو نضال خير عون لهم في ذلك. وأطلق عليه قائد الجيش الإسرائيلي، رافائيل اتيان«أبو سام نضال» وكان ذلك لقبًا مشهورًا. وفي اليوم التالي قصفت القوات الإسرائيلية واعد منظمة التحرير الفلسطينية، وبعد مرور 48 ساعة، شنت عملية سلامة الجليل، وعبرت الحدود اللبنانية. وكان ذلك قبل 18 عامًا من مغادرتهم البلاد. وكتبت مجلة دير شبيجل الألمانية في أكتوبر 1985، أن الهجوم الذي دبره أبو نضال على أرجوف، وهو على علم بأن إسرائيل كانت تستعد لمهاجمة منظمة التحرير الفلسطينية، جعله يبدو في نظر ياسر عرفات عميلًا للإسرائيليين.
وصرح أبو نضال للصحافي الذي قام بإجراء المقابلة معه:
ما قاله ياسر عرفات عني لا يزعجبني، فليس وحده، ولكن هناك قائمة كاملة من ساسة العرب والعالم يدعون أنني عميل للصهاينة أو وكالة المخابرات المركزية. ويذكر البعض أيضًا أنني أحد المرتزقة التي تعمل لصالح المخابرات الفرنسية والمخابرات السوفياتية. وآخر الشائعات هي أنني عميل للخميني. وخلال فترة ما قالوا إننا جواسيس للنظام العراقي. والآن يقولون إننا عملاء لسوريا... وسأخبرك شيئًا، حاول العديد من علماء النفس وعلماء الاجتماع الذين يعملون في الكتلة السوفياتية أن يجروا تحقيقات حول شخصية «أبو نضال» وأرادوا أن يحددوا نقطة ضعف هذه الشخصية، وكانت النتيجة صفرًا. والآن يئسوا تمامًا من تحقيق ذلك.

#### روما وفيينا
وبمساعدة الاستخبارات الليبية، في حين أن أبا نضال كان لا يزال يعيش في سوريا، نفذ عمليته الشائنة، بزعم أنها تمت دون علم الحكومة السورية. وفي الساعة 8:15 بتوقيت جرينتش يوم 27 ديسمبر 1985، قصد أربعة مسلحين شركة العال الإسرائيلية للتذاكر بمطار ليوناردو دافنشي الدولي في روما، وأطلقوا النار، مما أسفر عن مقتل 16 شخصًا وإصابة 99 آخرين. وبعد بضع دقائق، وفي مطار فيينا الدولي، ألقى ثلاثة رجال قنابل يدوية على الركاب الذين كانوا في انتظار الرحلة المتجهة إلى تل أبيب، مما أدى إلى مقتل اثنين وإصابة 39 آخرين. وكانت النمسا وإيطاليا الدولتين الأوروبيتين اللتين تجمعهما علاقات وثيقة بمنظمة التحرير الفلسطينية، وكانتا حكومتا الدولتين يحاولان بشكل جاد إجراء محادات سلام بين الفلسطينيين والإسرائيليين أثناء وقوع الهجمات. ورأت منظمة التحرير الفلسطينية أن الهدف من هذه الهجمات هو إجبار النمسا وإيطاليا على قطع العلاقات مع الفلسطينيين.
| ” | عندما وقعت هذه الأعمال المروعة ظن الكثير أن كل الفلسطينيين مجرمون.—أبو إياد، نائب رئيس منظمة التحرير الفلسطينية. | “ |
|   | |   |

وكتب سيل أن المسلحين كانوا «شباب فلسطينيين، كانوا الإنتاج المرير لمخيمات اللاجئين... الذين تم غسل أدمغتهم ليهدروا حياتهم...». تم أمر المسلحين بإلقاء قنابلهم اليدوية وفتح النار على نحو اعمى عند عداد الفحص، وأن الأشخاص الذين سيروهم هناك في ملابسهم المدنية، هم طيارون إسرائيليون عائدين من مهمة تدريبية. وأخبر مساعد ساب مقرب من أبي نضال الصحفي سيل، أن فرانكفورت كانت في الأصل جزءًا من العملية أيضًا. وكان دكتور غسان العلي، رئيس لجنة مديرية المخابرات للبعثات الخاصة، هو من نظم الهجمات. وذكرت مصادر قريبة من أبي نضال أن الاستخبارات الليبية قد زودتهم بالأسلحة. وأشادت وكالة الأنباء الليبية بالهجمات ووصفتها بأنها «عمليات بطولية نفذها أبناء شهداء صبرا وشاتيلا». وكان الضرر الذي وقع على منظمة التحرير الفلسطينية ضررًا هائلًا، وذلك وفقًا لما ذكره نائب عرفات، أبو إياد، الذي قال أن معظم الناس في الغرب وحتى الكثير من العرب لم يستطيعوا التفرقة بين منظمة أبو نضال وبين فتح، «وترسخ في أذهانهم أن كل الفلسطينين مذنبون».

#### القصف الأمريكي لليبيا
المقال الرئيسي: عميلة الدورادو كانيون

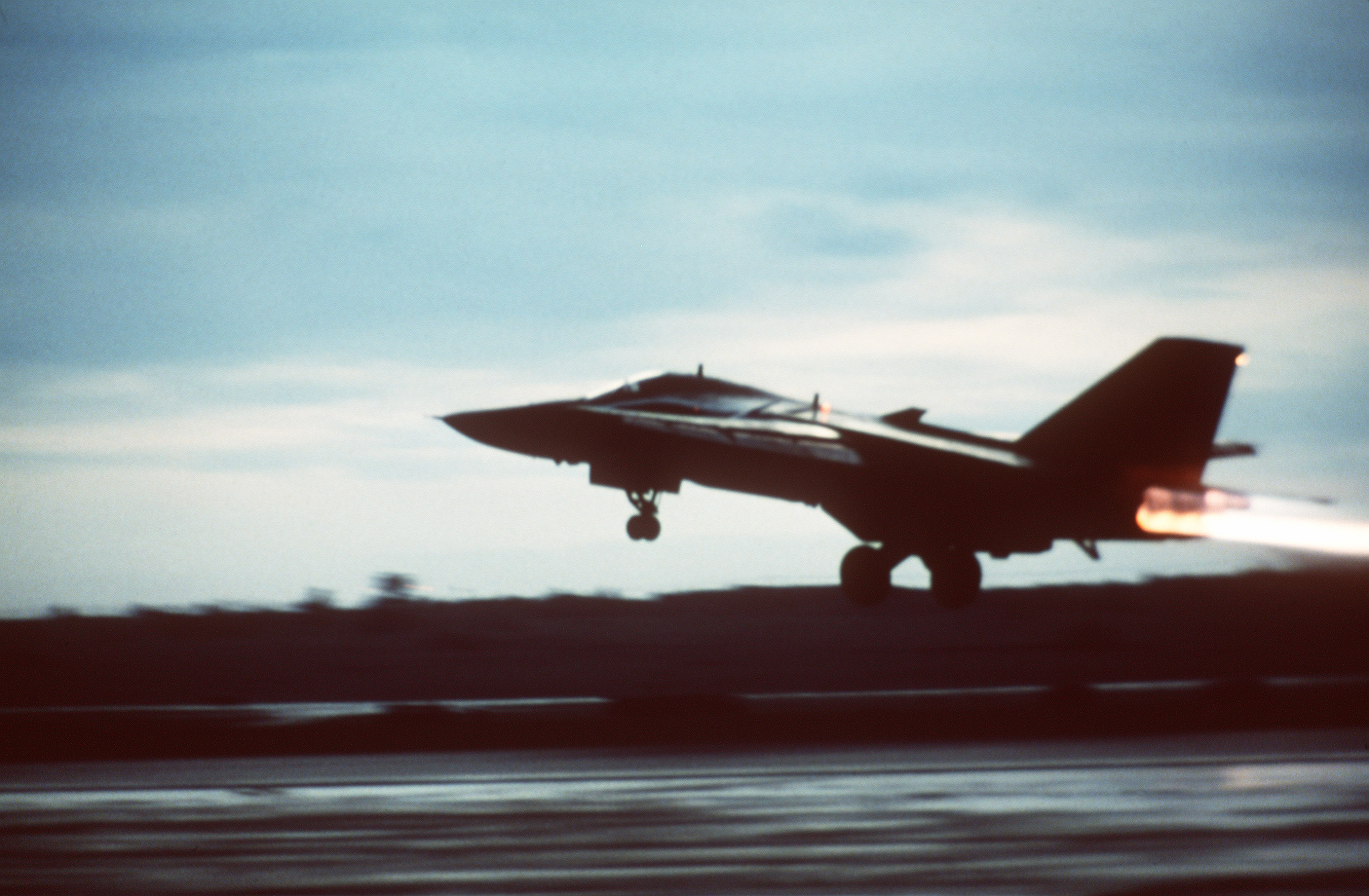
أقلعت طائرة القتال التكتيكية الثامنة والأربعون من مخزن السلاح الجوي الملكي البريطاني في إنجلترا لقصف ليبيا في 14 أبريل، 1986

أقلعت طائرة القتال التكتيكية F-111F الثامنة والأربعون من مخزن السلاح الجوي الملكي البريطاني لقصف ليبيا ليلة 15 أبريل 1986م، وشنت الطائرات الحربية الأمريكية سلسلة من الغارات على طرابلس وبنغازي من القواعد البريطانية، مما أسفر عن مقتل 45 جنديًا ليبيًا و15 مدنيًا وكان ذلك ردًا على تفجير ملهى ليلي في برلين كان يقدم خدمات لأفراد الولايات المتحدة يوم 5 أبريل من ذلك العام. وكانت هنا القذافي، حفيدة القائد معمر القذافي من بين القتلى، وذلك بحسب ما أقرته زوجته، ولكن كتب ميلمان أن ذلك دعاية صنعها بعض الصحفيين. وأصيب اثنان من أطفال القذافي البيولوجيين. وأفيد أن القذافي نفسه أصيب بصدمة جعلته غير قادر على الظهور لمدة يومين، ولكنه استطاع أن يتغلب على ذلك، رغم فزعه من حكومة الولايات المتحدة.
ووفقًا لما ذكره عاطف أبو بكر، مدير الدائرة السياسية في حركة فتح تنظيم المجلس الثوري، رد القذافي على الغارات الأمريكية عندما طلب من أبي نضال أن ينظم سلسلة من الهجمات الانتقامية ضد الولايات المتحدة وبريطانيا، وذلك بالتعاون مع رئيس الاستخبارات الليبية عبد الله السنوسي، ورتب أبو نضال في بادئ الأمر لخطف معلمين بالمدراس البريطانية وهما، لي دوغلاس وفيليب بادفيلد، وأمريكي وهو بيتر كيلبورن، ونقلهم إلى لبنان. وتم العثور على جثثهم في قرية شرق بيروت في السابع عشر من أبريل 1986، وكانت الجثث ملفوفة بقطع قماش بيضاء ومصابة بعدة أعيرة نارية في الرأس، وتركت ملاحظة هامة بالقرب من الجثث، مكتوب عليها: «ستنفذ قوات الكوماندو العربية أحكام الإعدام على مسؤول وكالة المخابرات المركزية واثنين من ضباط المخابرات البريطانية»، وفي اليوم نفسه اختطف الصحفي البريطاني جون مكارثي. وقد تم خطف صحفي بريطاني آخر أثناء عمله في بيروت في 25 من مارس 1986، وهو إليك كوليت، البالغ من العمر 64 عامًا، حيث كان يعد مقال عن الأمم المتحدة، وأعدمه نشطاء منظمة أبو نضال ردًا على القصف. وتم العثور على رفات كوليت في وادي البقاع في نوفمبر 2009.

#### قضية هنداوي
قضية هنداوي : نزار هنداوي وقضيته
وفي اليوم نفسه، ثم العثور على الجثتين، واختفى مكارثي، وأوقف حارس أمن شركة العال، آن ماري مورفي، القهرمانة الإيرلندية التي كانت حاملًا، في مطار هيترو، ووجد أنها كانت تحمل قنبلة سيمتكس أسفل واحدة من حقائبها على متن رحلة شركة العال من لندن إلى تل أبيب. قام خطيبها الأردني نزار هنداوي بتعبئة الحقيبة وكان من المفترض أن يلحق بها في إسرائيل ليتزوجا هناك. وفيما بعد تأكدت الحكومة البريطانية أن حكومة سوريا كانت وراء ذلك.
كان هنداوي أحد المرتزقة، وكان يخدم مجموعات فلسطينية، بما فيها منظمة أبو نضال، ووفقًا لميلمان، فإن أبا نضال نفسه رشح هنداوي للسوريين. وكتب سيل أن لجنة أبو نضال الفنية قامت بتصنيع القنبلة، التي سلمتها إلى مخابرات القوات السورية، التي كانت تمثل الراعي لأبي نضال في سوريا. وأرسل سلاح الاستخبارات الجوية بالقنبلة إلى لندن في حقيبة دبلوماسية، وهناك تم تسليمها إلى هنداوي. وكان يفترض إلى حد كبير في ذلك الوقت أن الهجوم كان ردًا على الحادث الذي وقع قبل شهرين، حيث أجبرت القوات الإسرائيلية طائرة نفاثة كانت تحلق بالمسؤولين إلى دمشق، على الهبوط، ولكن سيل كتب أن تدخل أبي نضال أضاف بعدًا آخرًا إلى القضية.

#### رحلة بان أمريكان 73
المقال الرئيسي: بان أمريكان 73.
أفيد بأن أبا نضال قد اقترح على رئيس المخابرات الليبية، عبد الله السنوسي، خطف أو تفجير طائرة أمريكية انتقامًا من الهجوم على ليبيا. وفي الخامس من سبتمبر 1986، قام فريق تابع لمنظمة أبي نضال بخطف طائرة بان أمريكان القائمة بالرحلة رقم 73 في مطار مدينة كراتشي في طريقها من بومباي إلى نيويورك.احتجز المسلحون الرهائن وكان عددهم 389 راكبًا بالإضافة إلى طاقم الطائرة، لمدة 16 ساعة في الطائرة على مدرج المطار، قبل تفجير القنابل داخل المقصورة. وتمكن الضابط المسؤول عن الرحلة 73، نيرجا باهانوت، من فتح باب الطوارئ، الذي هبط منه الركاب، والدماء تغطي أجسامهم، إلى أسفل شلال الفينيل. وأسفر ذلك عن 16 قتيلًا و100 جريح. وأفادت الصحافة البريطانية في مارس 2004- بعد أيام من زيارة رئيس الوزراء، توني بلير، لطرابلس في ذلك الوقت- أن ليبيا كانت وراء عملية خطف الطائرة.
وقد قام رئيس العمليات الخارجية لأبي نضال، وهو سميح محمد خضر، بتنظيم الهجوم. وكان خضر قد قاد قبل ثماني سنوات، في 1978، الفريق الذي اغتيال الصحفي المصري، يوسف السباعي. تم التدريب على عملية الخطف في معسكر مخصص بذلك في وادي البقاع في لبنان، وكانت مديرية المخابرات الخاصة بأبي نضال تتولى إدارة ذلك المعسكر. وتم إبلاغ القائمين بخطف الطائرة أنها ستحلق إلى إسرائيل ليتم تفجيرها فوق منشأ عسكري هام، على الرغم أن نيتهم في واقع الأمر كانت تفجير الطائرة جوًا في أقرب وقت. وبعد محاولة التفجير الفاشلة، أدرك بعض أعضاء منظمة أبي نضال أن العملية كانت تابعة لمنظمتهم بعد أن ظهرت صور المسلحين في الصحف.

#### علاقة المنظمة بالقذافي
نتيجة لعملياته، وبصفة خاصة نتيجة لتورطه في قضية هنداوي التي تسببت للحكومة السورية في الحرج ولفتت الانتباه إليها بشكل زائد، أصبح أبو نضال شخصية غير مرغوب تواجدها في سوريا، فبدأ الانتقال إلى ليبيا في صيف 1986. وكان أبو نضال يرجع الفضل إلى نفسه، مرارًا وتكرارًا، في عمليات لم يشترك فيها، مما أدى إلى زيادة قلق سوريا، وخاصة بعد أن نسب أبو نضال لنفسه الاشتراك في محاولة الجيش الجمهوري الإيرلندي اغتيال مارغريت ثاتشر في أكتوبر، 1984، عن طريق تفجير فندق برايتون. وفعل ذلك أيضًا في مارس 1986 عندما اغتالت الجبهة الشعبية ظافر المصري، رئيس بلدية نابلس. وعندما انفجر مكوك الفضاء تشالنجر في عام 1986، نشر تهنئة في مجلته وأمر بتوزيع الحلوى على أعضاء المنظمة، مما جعل المجندين يفترضون أن أبا نضال له يد في ذلك.
وبحلول مارس 1987، استقر أبو نضال بشكل كامل في ليبيا، وسكن في طرابلس، وقيل إن علاقة صداقة قوية قد جمعت بينه وبين القذافي. وتقاسما ما أطلقت عليه صحيفة صنداي تايمز «مزيجًا خطيرًا من عقدة الدونية التي ارتبطت بالاعتقاد في أنهما رجال المصير». وبدا أن الاثنين قد استفادا من هذه العلاقة: فأصبح لأبي نضال راع دائم يسانده، وحصل القذافي على عميل مأجور يمكن أن ينفذ أية عملية لا تستطيع المخابرات الليبية تنفيذها بصورة مباشرة.
وذكر سيل أن ليبيا أخرجت أسوأ ما في شخصية أبي نضال. فقد كان سابقًا ديكتاتوريًا، ولكنه في ليبيا، أصبح طاغية. فلم يسمح للأعضاء بالتعرف على بعضهم البعض، وكانت الاجتماعات التي تعقد بين الأعضاء تنقل إليه، واكن الحظر يطبق على كبار الأعضاء أيضًا. فالمقابلة التي لم تنقل تفاصيلها إليه، تكون نتيجتها الموت. وطلب أبو نضال بتسليم كل جوازات السفر له ولم يسمح لأحفد بالسفر دون إذنه. ولم يسمح للأعضاء العاديين أن يكون معهم تليفون؛ وسمح للقادة بإجراء المكالمات المحلية فط. وإذا سافر أحد للخارج لابد أن يبتعد عن المتاجر المعفاة من الرسوم الجمركية. فشراء بار شيكولاتة في مطار قد يتسبب في مشكلات كثيرة. وكتب سيل أن التفاهة كانت تتجسد في طريقة أبي نضال في تعزيز سلطته من خلال إذلال البشر. ولم يعرف أعضاء منظمته مكان إقامته، ولم يعرفوا شيءًا عن حياته اليومية. وإذا أراد استضافة سخصًا ما، استولى على منزل عضو آخر، وكان على زوجة هذا العضو طهي الطعام وتقديم الخدمات في وقت قصير.
وأثناء إقامته في ليبيا، ووفقًا لما ذكره أبو بكر، فقد طلب منه عبد الله السنوسي تزويده بقنبلة. وكانت الاستخبارات الليبية ترتب لوضع هذه القنبلة على متن رحلة جوية، ردًا على الغارات الأمريكية 1986. وذكر أبو بكر لصحيفة الحياة أن الطائرة التي وقع عليها الاختيار هي الطائرة بان أميركان القائمة بالرحلة 103، والتي انفجرت فوق لوكربي في اسكتلندا، يوم 21 ديسمبر، 1988، وهو التفجير الذي أدين فيه الرئيس السابق لأمن شركة الخطوط الجوية العربية الليبية فيما بعد. وقال أبو نضال نفسه بشأن لوكربي، «لقد اشتركنا في هذه العملية، ولكن إذا تجرأ أي شخص وذكر ذلك، سوف أقتله بيدي!». وكتب سيل أن هذا كان هرًا، وأن أحد المربين من أبي نضال قال: «إذا سقط أي جندي أمريكي في بقعة من بقاع العالم، كان أبو نضال يدعي على الفور أن ذلك ضمن عملياته الخاصة».

#### الأعمال المصرفية مع بنك الاعتماد والتجارة الدولي
المقال الرئيسي: بنك الاعتماد والتجارة الدولي

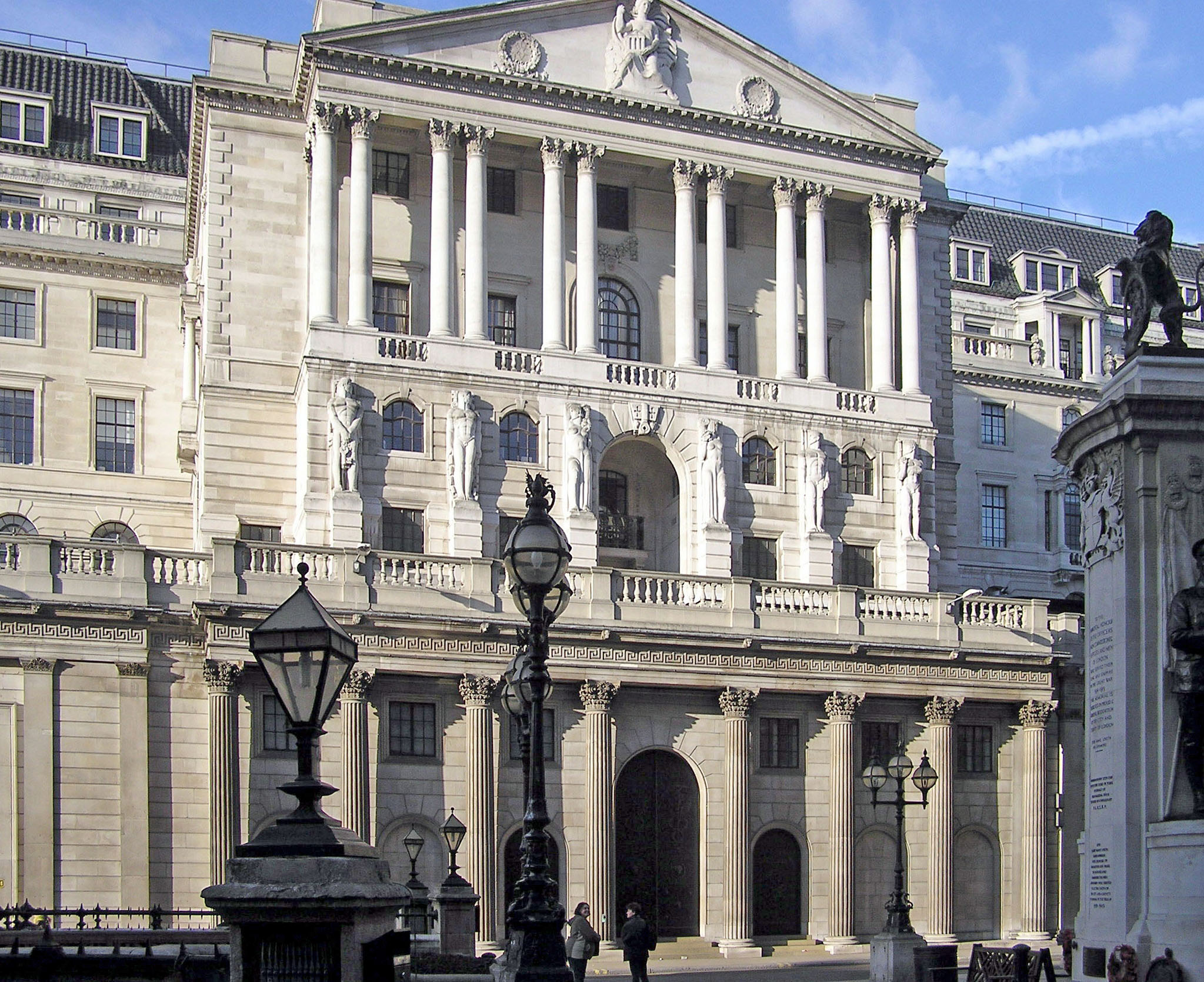
أغلق بنك إنجلترا بنك الاعتماد والتجارة الدولي بعد علمه بتورط البنك في أعمال الاحتيال والسماح للجماعات الإرهابية، بما فيها منظمة أبو نضال، بفتح حساب لها.

أغلق بنك إنجلترا بنك الاعتماد والتجارة الدولي بعد العلم بتورطه في أعمال الاحتيال وسماحه للجماعات الإرهابية، بما فيها منظمة أبو نضال، بفتح حسابات لها. وفي أواخر الثمانينات، اكتشفت منظمات الاستخبارات البريطانية MI6 وMI5، أن لمنظمة أبي نضال عدة حسابات في بنك الاعتماد والتجارة الدولي(BCCI). وفي يوليو 1991، اقتحمت فروع البنك في عدة دول بسبب المخاوف بشأن أعمال الاحتيال التي يقوم بها البنك واستعداده لفتح حسابات لعملاء مشكوك فيهم. وطالب بنك إنجلترا المستشارين الماليين برايس ووترهاوس بإجراء تحقيق بشأن ذلك، وفي 4 يونيو 1991، قدمت الشركة تقريرًا كان أشبه بالعاصفة الرملية، ظهر في هذا التقرير أن البنك قد تورط في أعمال الاحتيال على نطاق واسع، وأنه قد سمح لبعض المظمات، مثل الجماعات الإرهابية، بما فيها منظمة أبو نضال، بفتح حساب في لندن. وأوضح التقرير أن مدير فرع بنك الاعتماد والتجارة بشارع سلون بالقرب من محلات هارودنر، قد سرب معلومات عن حسابات أبي نضال لمنظمة الاستخبارت البريطانية MI5، وأخبرهم بأن أبا نضال نفسه قد زار لندن تحت اسم شاكر فرحان؛ ولم يعرف المدير أنه كان يتعامل مع هذه الشخصية حتى رأى صورها فيما بعد. وأفيد بأن المدير كان قد خرج مع أبي نضال في جول حول معظم متاجر لندن، بما فيها سيلفر بدجر، وهو مخزن حياكة في شارع أكسفورد، ومتجر سيجار في شارع جيرمين.
وعندما انتهى كبير قضاة بينغهام من تحقيقه العام بشأن قرار إغلاق بنك الاعتماد والتجارة الدولي، كتب ملحقًا سريًا مكونًا من ثلاثين صفحة، بعنوان الملحق 8، وكان عن دور أجهزة الاستخبارات. وأظهر الملحق أن منظمة الاستخبارات MI5 كانت قد علمت في عام 1987 أن أبا نضال كان يستخدم شركة أسماها SAS للتجارة والاستثمار في وارسو كغطاء لأعمال منظمته وصفقاتها، وذلك بالتعاون مع مدير الشركة، سمير نجم الدين، وكان مقر هذه الشركة في بغداد. وكانت جميع صفقاتها تتم من خلال فرع بنك الاعتماد والتجارة في شارع سلون، حيث كان رصيدها يصل دائمًا إلى حوالي 50 مليون يورو. واشتملت معظم الصفقات على بيع البنادق، ومناظير الرؤية الليلية، وسيارات مرسيدس بنز مصفحة أخفيت بها القنابل. وكانت قيمة كثير من هذه الصفقات تقدر بعشرات ملايين الدولارات.
وأظهرت سجلات البنك المصرفية صفقات الأسلحة التي عقدتها منظمة أبو نضال مع العديد من دول الشرق الأوسط وكذلك ألمانيا الشرقية. ولم يكن هناك نقص في العملاء الأوروبيين والأمريكيين الذين كانوا على استعداد لبيع المعدات، بما في ذلك الشركات البريطانية، التي كانت من ضمن الشركات التي تبيع المدافع لمنظمة أبي نضال دون قصد، معتقدة أنه يفعل ذلك من أجل إقامة دولة إفريقية. وعلى الرغم من ذلك أظهرت الوثائق أن نصف الشحنة كان لحساب ألمانيا الشرقية، ونصفها الثاني كان لحساب أبي نضال. ومنذ عام 1987 وحتى إغلاق البنك في 1991، راقبت وكالة الاستخبارات المركزية هذه الصفقات، بدلًا من تجميدها واعتقال نشطاء منظمة أبي نضال والممولين.

#### اغتيال أبي إياد
في يوم 4 يناير، عام 1991، كتب سيل أن أبا نضال حقق انقلابًا في مسيرته، باغتيال أبي الهول وأبي إياد، قادة أمن ومخابرات حركة فتح، في تونس، وكان ذلك في الليلة التي سبقت دخول القوات الأمريكية إلى الكويت. وكانت وفاة الشخصيتين ضربة خطيرة لعرفات. فقد ترك مسؤولياته الدبلوماسية وألقاها على عاتق صدام حسين، وهرع إلى تونس.
واعترف القاتل، حمزة أبو زيد، أن نشطاء منظمة أبو نضال كانوا قد استأجروه. وفي لحظة إطلاقه النار على أبي إياد صاح قائلًا: «ادع عاطف أبو بكر لينقذك الآن!»، مشيرًا إلى العضو البارز يمنظمة أبي نضال الذي قد زرع كجاسوس داخل حركة فتح. كان أبو إياد على علم بأن أبا نضال يحمل بداخله كراهية له وذلك لأنه قام بإبعاده عن منظمة التحرير الفلسطينية، وحاول فيما بعد أن يحدث انشقاقات داخل منظمة أبي نضال، وكذلك بسبب محاولاتهم العديدة للتخلص من بعضهم البعض. ولكن أبا إياد كان قد أخبر سيل أن السبب الرئيسي وراء كراهية أبي نضال له، هو أنه قد ساعده في سنواته الأولى داخل الحركة. ونظرًا لطبيعة شخصية أبي نضال، فإنه لم يستطع أن يعترف بأنه مدين لعدوه، وكان لابد أن يسوي هذا الأمر.

## وفاته
بعد اتهام عملاء المخابرات الليبية بتفجير لوكربي، حاول القذافي أن ينأى بنفسه عن الإرهاب، فطرد أبا نضال، الذي عاد إلى العراق حيث خطط لهجومه الإرهابي الأول منذ 26 عامًا. وذكرت الحكومة العراقية في وقت لاحق أن أبا نضال قد دخل البلاد مستخدمًا جوازَ سفرٍ يمنياً مزيفاً، ولم يكن لديهم علم بذلك، حتى عام 2001 حيث عاش أبو نضال بحرية كاملة -وذلك في تحد واضح للحكومة الأردنية التي كانت محكمة أمن دولتها قد أصدرت حكمًا عليه بالإعدام غيابيًا لتورطه في اغتيال أحد الدبلوماسيين الأردنيين في بيروت عام 1994.
وفي 19 أغسطس، 2002، نشرت الصحيفة الرسمية للسلطة الفلسطينية، الأيام، أن أبا نضال قد توفي قبل ثلاثة أيام بأعيرة نارية متعددة في منزله في حي المسبح - للأثرياء في الجادرية، بغداد، حيث عاش في فيلا تملكها المخابرات العراقية.
وعقد رئيس مخابرات العراق، طاهر جليل حبوش، مؤتمرًا صحفيًا يوم 21 أغسطس، 2002، وزع فيه صورًا لجثة أبي نضال ملطخة بالدماء بالإضافة إلى تقرير طبي يبين زعمًا أنه مات بعد إصابته برصاصة دخلت فمه وخرجت من جمجمته. وذكر حبوش أن قوات الأمن الدخلي في العراق كانت قد وصلت إلى منزل أبي نضال للقبض عليه بسبب الاشتباه في تآمره مع حكومتي الكويت والسعودية لإسقاط صدام حسين. ووفقًا لحبوش فإن أبا نضال طلب أن يذهب ويغير ملابسه، وعند وصوله لغرفته أطلق رصاصة في فمه. وتوفي بعد ثماني ساعات قضاها في العناية المركزة. وبتعامله مع المخابرات العراقية على حدة، كان يفترض أنه يعاني من سرطان الدم.
واختلفت مصادر أخرى حول سبب وفاته. فذكرت مصادر الصحافة الفلسطينية أن أبا نضال مات بعدة أعيرة نارية. وذكرت ماري كولفين وسونيا مراد اللتان تعملان في جريدة صنداي تايمز، أن فريق اغتيال مكون من ثلاثين فردًا قتلوه رميًا بالرصاص من مكتب 8، بوحدة اغتيال المخابرات العراقية. وأفادت جين أن المخابرات العراقية كانت تتعقبه منذ عدة شهور وقد وجدت وثائق سرية في منزله بشأن هجوم الولايات المتحدة على العراق. وعندما وصلوا لمداهمة منزله يوم 14 أغسطس، وليس يوم 16 أغسطس، كما ذكرت جين -اندلع القتال بين رجال أبي نضال ورجال المخابرات العراقية. وفي غمرة ذلك، هرع أبو نضال أي غرفة نومه وقتل، على الرغم من ذلك كتبت جين أن الأمر غير واضح ما إذا كان أبو نضال قتل نفسه أم قتله شخص آخر. وتؤكد المصادر التي أوردتها جين أن جثة البنا كان بها عدة أعيرة نارية. وتشير جين إلى أن صدام حسين قتله لأنه كان يخشى أن يعمل ضده في حالة وقوع الغزو الأمريكي.
وفي أكتوبر 2008، حصل روبرت فيسك على تقرير من وحدة الاستخبارات الخاصة M4 السابقة، وأشار هذا التقرير إلى أن العراقيين قد قاموا باستجواب أبي نضال لاشتباههم في كونه جاسوسًا يعمل لصالح مصر والكويت مباشرة، ولصالح الولايات المتحدة بشكل غير مباشر؛ وتنص الوثائق على أن الكويتيين طلبوا منه أن يتعرف على الصلات التي تربط بين صدام حسين والقاعدة. وبعد فترة قصيرة من أولى الاستجوابات، وقبل انتقال أبي نضال إلى مكان أكثر أمنًا، كان قد أطلق على نفسه النار، وذلك ما جاء في التقرير. وتم دفنه في 29 أغسطس، 2002 في مقبرة الكرخ الإسلامية في بغداد، في ضريح وضعت عليه" M7" فقط.